# Tachydromia arrogans
Tachydromia arrogans är en tvåvingeart som först beskrevs av Carl von Linné 1761.  Tachydromia arrogans ingår i släktet Tachydromia och familjen puckeldansflugor. Arten är reproducerande i Sverige. Inga underarter finns listade i Catalogue of Life.

## Bildgalleri

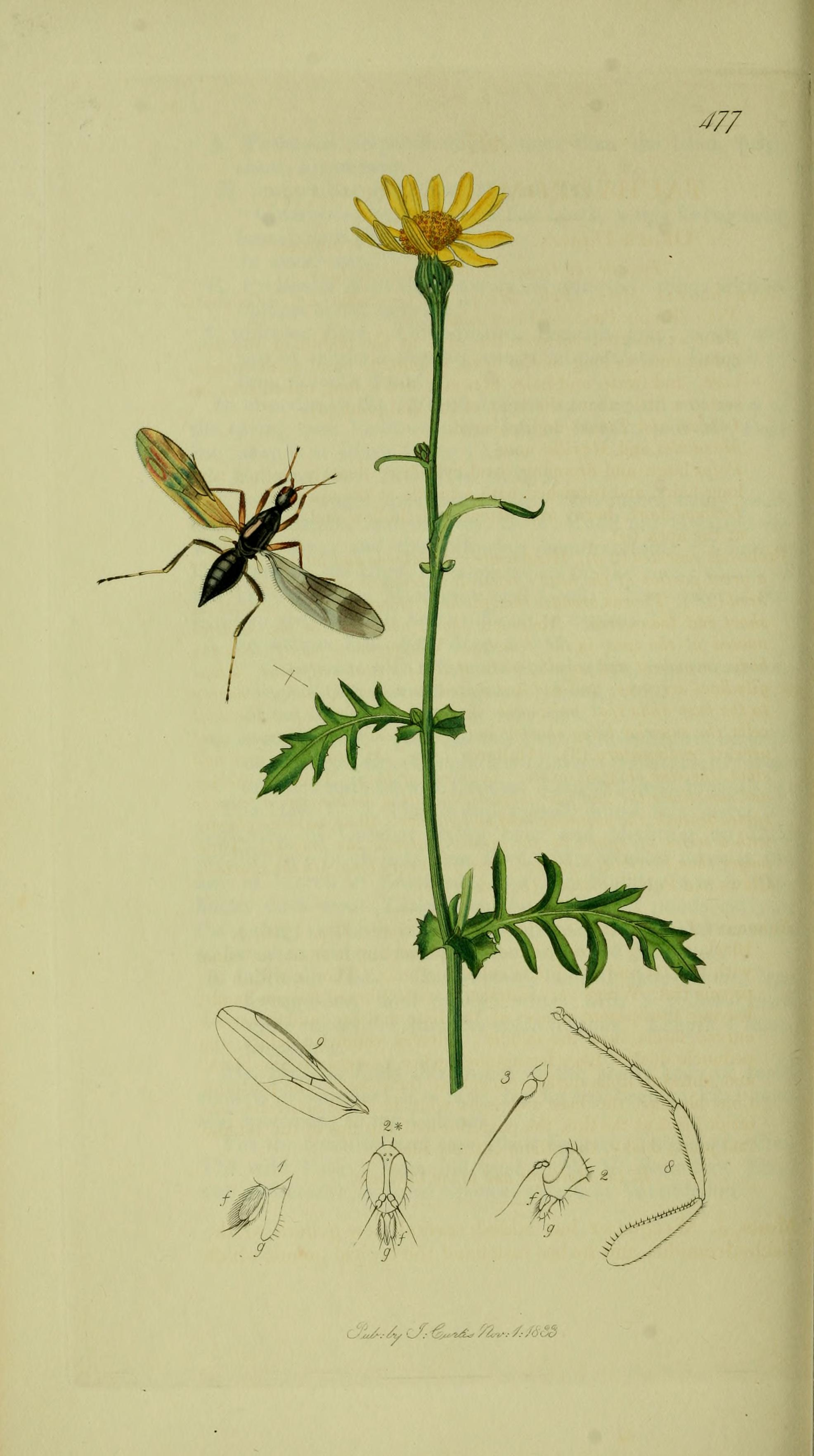
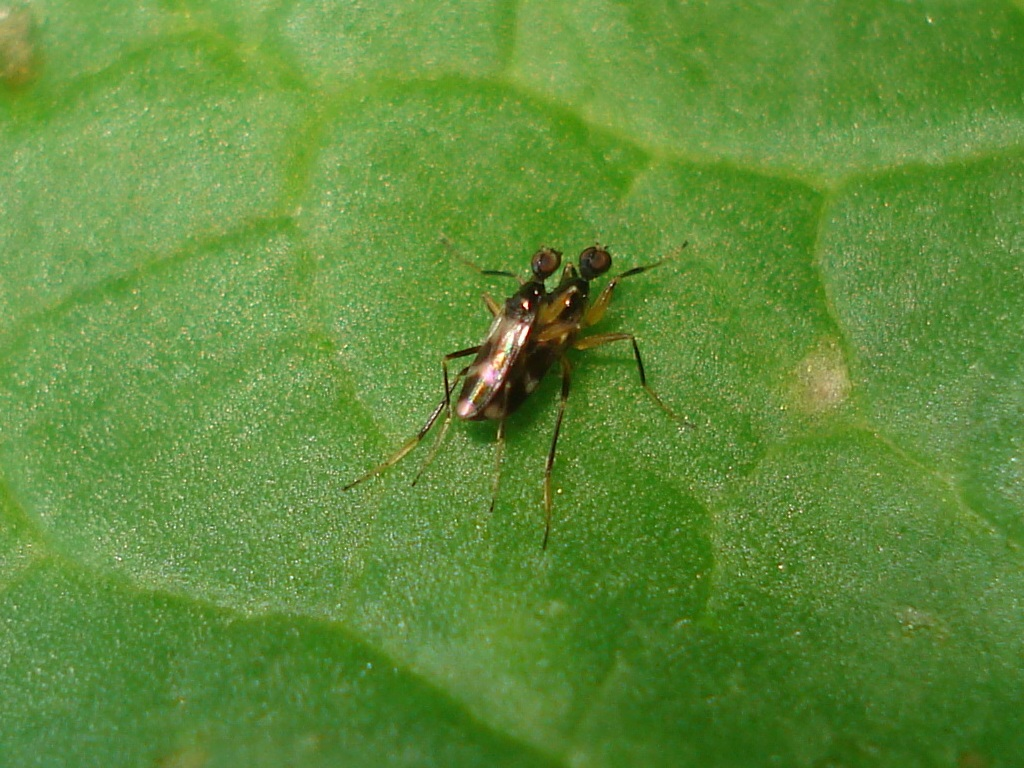